# حيدر أباد قور تبسي
حيدر أباد قور تبسي هي قرية في مقاطعة سميرم، إيران. عدد سكان هذه القرية هو 23 في سنة 2006.